# كمالاديفي تشاتوبادياي
كامالاديفي تشاتوبادياي (3 أبريل 1903 - 29 أكتوبر 1988) هي مصلحة اجتماعية هندية وناشطة في مجال الحرية. أكثر ما يُذكر لها هو مساهمتها في حركة الاستقلال الهندية؛ إذ كانت المحرك الرئيسي لنهضة الحرف اليدوية والغزل اليدوي والمسرح الهندي المستقل، علاوة على كونها أحد أسباب الارتقاء بالمستوى الاجتماعي والاقتصادي للمرأة الهندية من خلال ريادتها في مجال التعاون. هي أول سيدة في الهند تخوض الانتخابات عن دائرة مدراس إلا أنها خسرت، ومع ذلك، قامت بدور ريادي لصالح المرأة الهندية.
أُقيم العديد من المؤسسات الثقافية في الهند حتى الوقت الحاضر بفضل الرؤية التي تمتعت بها، ما في ذلك المدرسة الوطنية للدراما، والأكاديمية الوطنية للموسيقى والرقص والدراما، ومتجر الصناعات الريفية المركزية، ومجلس الحرف اليدوية في الهند. أكدت على الدور الهام الذي تؤديه الحرف اليدوية والحركات الشعبية التعاونية في ارتقاء الشعب الهندي اجتماعيًا واقتصاديًا. لهذه الغاية، قاومت الكثير من المعارضة قبل الاستقلال عن مراكز السلطة وبعده.
في عام 1974، حصلت على زمالة الأكاديمية الوطنية للموسيقى والرقص والدراما، وهي أعلى وسام تمنحه الأكاديمية في الهند. منحتها الحكومة الهندية وسامي بادما بوشان وبادما فيبوشان في عامي 1955 و1987 على التوالي. اشتهرت بلقب أم الغزل اليدوي لما أنجزته في هذا القطاع.

## السيرة الذاتية

### نشأتها
ولدت كامالاديفي في عائلة ساراسوات براهمين في 3 أبريل 1903 في مانغالورو بكارناتاكا، وهي الابنة الرابعة والصغرى لوالديها. عمل والدها أنانثايا دهاريشور نائبًا مفوضًا لمقاطعة مانغالور، وتنحدر والدتها جيريجاباي من عائلة شيترابور ساراسوات برهمانا المالكة للأراضي من ولاية كارناتاكا الساحلية، ويُقال إن كامالاديفي ورثت النزعة الاستقلالية من والدتها. كانت جدة كامالاديفي لأبيها على اطلاع بالملاحم الهندية القديمة والبورانا، وتلقت والدتها كذلك تعليمًا جيدًا، على الرغم من أنها عملت في أغلب الأحيان مدرسة في المنزل. ساهم وجود جميع تلك الصفات في أسرة كمالاديفي في ترسيخ أساس ثابت وركيزة لاحترام عقلها وصوتها، وهو أمر اشتهرت به في المستقبل.
تميزت كمالاديفي بكونها طالبة استثنائية ظهرت عليها صفات التصميم والشجاعة منذ سن مبكرة. أقام والداها صداقة مع العديد من المناضلين الرائدين في مجال الحرية والمثقفين مثل ماهاديف جوفيند راناد وجوبال كريشنا جوخالي وبعض القياديات النسائية مثل راماباي راناد وآني بيسانت. ساهم ذلك في جعل الشابة كمالاديفي أحد أوائل المتحمسين للحركة القومية السواديشية.
درست كمالاديفي تقليد الدراما السنسكريتية القديمة في ولاية كيرالا كوتياتام، وتلقت تعليمها من المعلم الأعظم وخبير فن أبينايا، نتيتشاريا بادما شري ماني مادهافا تشاكيار، إذ أقامت في منزل المعلم في قرية كيليكوريسايمينغالم.
في وقت مبكر من حياتها، تعرضت كمالاديفي لمأساة عندما توفيت أختها الكبرى وصديقتها المقربة ساجونا في سن المراهقة، والتي رأت كمالاديفي فيها قدوة لها، وذلك بعد فترة وجيزة من زواجها المبكر، وتوفي والدها كذلك عندما كانت في السابعة من عمرها. تفاقمت المشاكل على والدتها جيريجاباي، إذ توفي زوجها دون أن يترك وصية لممتلكاته الشاسعة، ووفقًا لأعراف قوانين الملكية آنذاك، أصبح العقار بأكمله باسم الأخ غير الشقيق لكمالاديفي، ولم تحصل هي ووالدتها إلا على بدل شهري. رفضت جيريجاباي أن تقبل البدل وقررت تربية بناتها باستعانة ما تملكه من أموال المهر.
برزت النزعة المتمردة لدى كامالاديفي منذ أن كانت طفلة عندما شككت في التقسيم الأرستقراطي لأسرة والدتها، وفضلت الاختلاط بخدمها وأطفالهم الراغبين في فهم حياتهم أيضًا. كانت مناضلة عظيمة من أجل الحرية.

### الزواج الأول والترمل
في عام 1917، تزوجت كامالاديفي وهي تبلغ من العمر 14 عامًا، ولكنها ترملت بعد ذلك بعامين.

### عشرينيات القرن العشرين

#### الزواج من هاريندراناث
في هذه الأثناء، درست كامالاديفي في كلية كوين ماري في تشيناي، وتعرفت على سوهاسيني تشاتوبادياي، وهي طالبة زميلة وأخت ساروجيني نايدو الصغرى، والتي قدمت لاحقًا كمالاديفي إلى شقيقها الموهوب، هارين، الذي كان شاعرًا وكاتبًا مسرحيًا وممثلًا معروفًا آنذاك. جمعهما اهتمامهما المشترك بالفنون.
عندما كانت كمالاديفي في العشرين من عمرها، تزوجت من هاريندراناث تشاتوبادياي، ما أثار استياء المجتمع الأرثوذكسي ومعارضته آنذاك، إذ عارض بشدة زواج الأرملة. في العام التالي، أنجبا ابنهما الوحيد، راما. سعى هارين وكمالاديفي معًا نحو تحقيق أحلامهما المشتركة، والتي لم تكن ممكنة لولا تضامنهما، وعلى الرغم من العديد من الصعوبات، تمكنا من العمل معًا، لإنتاج المسرحيات والمسرحيات الهزلية.
مثلت كمالاديفي لاحقًا في عدد قليل من الأفلام، في عصر اعتُبر فيه التمثيل أمرًا لا يلائم النساء اللواتي ينحدرن من العائلات المحترمة. في أول أعمالها، مثلت في فيلمين صامتين، بما في ذلك فيلم مريتشيكاتيكاعام 1931، وهو أول فيلم صامت عن صناعة أفلام كانادا، والذي يستند إلى المسرحية الشهيرة لشودراكا، ومن بطولة يناكشي راما راو، وإخراج المخرج الكانادي الرائد، موهان ديارام بهافاناني. في ثاني أعمالها السينمائية، مثلت في فيلم هندي عام 1943، بعنوان تانسن، من بطولة سايغال وخورشيد، ثم فيلم شانكار بارفاتي في عام 1943، وفيلم دانا بهاغات عام 1945.
بعد استمرار زواجهما سنوات عديدة، انفصل الزوجان وديًا. خرقت كمالاديفي التقاليد بتقديم طلب الطلاق.

#### الانتقال إلى لندن
غادر هارين إلى لندن، في أول رحلة له إلى الخارج، بعد فترة وجيزة من زواجهما، وانضمت إليه كمالاديفي بعد بضعة أشهر، حيث التحقت بكلية بيدفورد بجامعة لندن، وحصلت لاحقًا على درجة جامعية في علم الاجتماع.

#### الدعوة إلى حركة الحرية
أثناء وجود كامالاديفي في لندن، علمت بشأن حركة عدم التعاون التي أسسها المهاتما غاندي في عام 1923، وعادت على الفور إلى الهند، وانضمت إلى سيفا دال، وهي منظمة غاندية أُنشئت بهدف تعزيز الارتقاء الاجتماعي. سرعان ما عُينت مسؤولة عن قسم النساء في سيف دال، حيث شاركت في تجنيد الفتيات والنساء من جميع الأعمار في جميع أنحاء الهند وتدريبهن وتنظيمهن، ليصبحن متطوعات في سيفيكاس.
في عام 1926، التقت كامالاديفي بمارغريت إي كوزينز، مؤسسة مؤتمر عموم نساء الهند، والتي ألهمتها للترشح لانتخابات الهيئة التشريعية عن مقاطعة مدراس. أصبحت بذلك أول امرأة تترشح لمقعد تشريعي في الهند. على الرغم من أنها تمكنت من القيام بحملة لبضعة أيام فقط، خسرت بفارق ضئيل قدره 55 صوتًا.

#### مؤتمر عموم نساء الهند
في العام التالي، أصبحت كامالاديفي عضوًا مؤسسًا في مؤتمر عموم نساء الهند وكانت أول أمين عام لها. في الأعوام التالية، نمى مؤتمر عموم نساء الهند ليصبح منظمة وطنية ذات سمعة طيبة، مع فروع وبرامج تطوعية تدار في جميع أنحاء البلاد، وتعمل بحزم من أجل الإصلاحات التشريعية. خلال فترة ولايتها، سافرت إلى العديد من الدول الأوروبية وكانت مصدر إلهام لبدء العديد من برامج الإصلاح الاجتماعي والرعاية المجتمعية، وإنشاء مؤسسات تعليمية تعمل لأجل المرأة وتديرها النساء. يُعتبر إنشاء كلية ليدي إيروين للعلوم المنزلية أحد إنجازات كامالاديفي، وهي كلية فريدة من نوعها للنساء، تقع في نيودلهي.

### ثلاثينيات القرن العشرين
وقع الاختيار على كامالاديفي لاحقًا لتكون أحد الأعضاء السبعة من الفريق الرئيسي الذي أعلنه المهاتما غاندي في مسيرة الملح الشهيرة عام 1930، لاستخراج الملح من شاطئ بومباي وإعداده، وكانت المرأة الأخرى الوحيدة المتطوعة في الفريق هي أفانتيكاباي جوخالي. في خطوة جريئة، ذهبت كمالاديفي إلى محكمة عليا قريبة، وسألت قاضيًا حاضرًا هناك عما إذا كان مهتمًا بشراء «ملح الحرية» الذي أعدته للتو.